# Houston Texans
Gli Houston Texans sono una squadra professionistica statunitense di football americano con sede a Houston. Milita nella National Football League, all'interno della AFC South. Fondata nel 1999 a seguito del trasferimento degli Houston Oilers (poi divenuti Tennessee Titans), si tratta della franchigia più giovane nella NFL, nella quale è entrata come expansion team a partire dall'edizione del 2002.
Includendo la stagione 2022, i Texans hanno disputato ventuno stagioni nella NFL, conseguendo 6 volte il titolo di division e raggiungendo altrettante volte i play-off, senza esser mai riusciti tuttavia a superare i divisional play-off. Attuale proprietaria del team è Janice McNair, moglie del defunto fondatore Bob McNair.
Condivide con i Dallas Cowboys la rappresentanza dello stato del Texas nella NFL. 
Al 2024, secondo la rivista Forbes, il valore dei Texans è di circa 6,1 miliardi di dollari, dodicesimi tra le franchigie della NFL.

## Storia

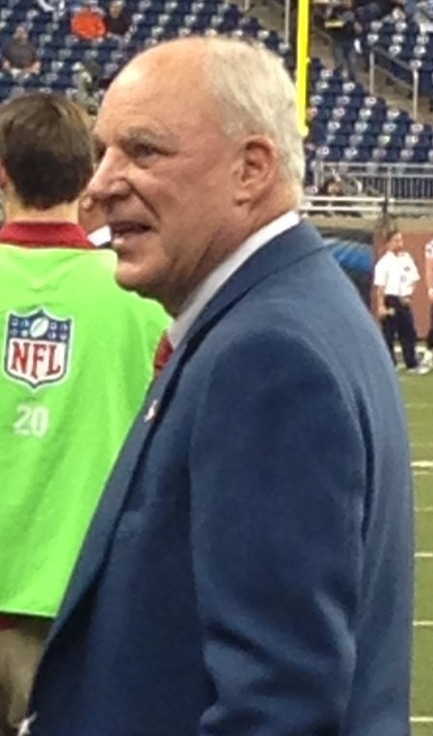
Bob McNair, proprietario dei Texans dal 2002 al 2018.

La franchigia nacque su iniziativa dell'imprenditore statunitense Bob McNair, il quale, consociato con Chuck Watson, intendeva riportare Houston tra le città sede di una squadra della National Football League, in seguito del trasferimento degli Houston Oilers nel Tennessee nel 1997. La squadra nacque ufficialmente il 6 ottobre 1999, come 32ª franchigia di NFL; il 6 settembre 2000 furono invece scelti stemma e denominazione definitivi. La franchigia scelse di non impiegare l'Astrodome per ospitare le proprie gare, optando per la costruzione di un nuovo impianto, il Reliant Stadium. Nel gennaio 2001 Dom Capers, allora coordinatore difensivo dei Jacksonville Jaguars, venne ingaggiato quale capo allenatore dei Texans.
I Texans presero parte alla loro prima edizione di NFL nel 2002, integrati nella AFC South; assegnatari della prima scelta in assoluto al Draft dello stesso anno, selezionarono in tale circostanza il quarterback David Carr. La franchigia debuttò nella stagione regolare l'8 settembre 2002, in una gara casalinga contro i Dallas Cowboys (19-10), divenendo il secondo expansion team nella storia della NFL a vincere al proprio esordio; l'annata si concluse con un bilancio pari a 4-12. La gestione Capers durò per altre tre stagioni, maturando nel 2005 il miglior bilancio (7-9); di nota fu la selezione al primo giro di Draft di Andre Johnson nel 2003.
Nel gennaio 2006 la franchigia ingaggiò Gary Kubiak come nuovo capo allenatore. Al Draft NFL 2006 i Texans furono nuovamente in possesso della prima scelta, selezionando il defensive end Mario Williams. Dopo una modesta annata (6-10), la squadra optò per un cambio di quarterback, sostituendo Carr con Matt Schaub; forti della sinergia tra Schaub e Johnson, nel 2007 i Texans ottennero il loro primo bilancio di stagione regolare non negativo (8-8), mentre nel 2009 arrivò il primo bilancio positivo (9-7). Dopo un opaco 2010, nel quale si distinse però il running back Arian Foster con oltre 1.600 yard corse, fortunata fu la stagione 2011, che vide i Texans conquistare il loro primo titolo di division (con bilancio 10-6), nonostante gli infortuni di Williams, Johnson e Schaub. All'esordio in postseason la franchigia fu nuovamente vittoriosa, battendo i Cincinnati Bengals (31-10) nel turno delle wild card, venendo poi eliminata dai Baltimore Ravens (20-13). I Texans bissarono il successo di division nel 2012, con il loro miglior bilancio di sempre (12-4), nuovamente battuti però ai divisional play-off. La gestione Kubiak si concluse nel 2013 (2-14); di nota furono le selezioni al Draft di Duane Brown (2008), Brian Cushing (2009), J.J. Watt (2011) e DeAndre Hopkins (2013).

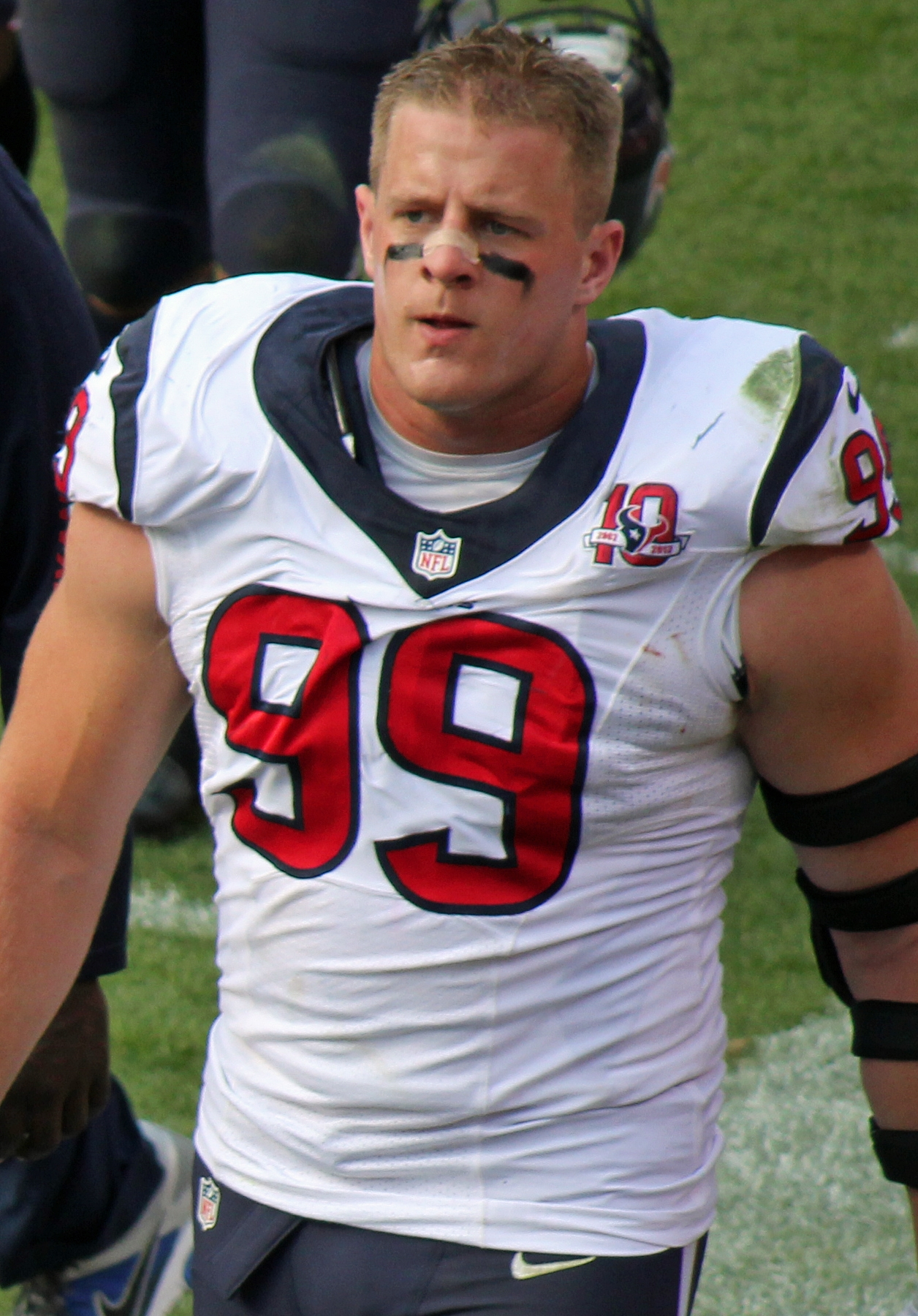
J.J. Watt, tre volte miglior difensore dell'anno della NFL

Nel gennaio 2014 i Texans ingaggiarono Bill O'Brien come nuovo capo allenatore; come prima scelta assoluta al Draft NFL 2014, la franchigia scelse quindi Jadeveon Clowney. I primi anni della nuova gestione videro un certo successo, coronati da due titoli di division (2015 e 2016), nonostante l'assenza di un quarterback stabilmente titolare nel 2014 e 2015 e le difficoltà di Brock Osweiler nel 2016. A partire dal 2017 la franchigia puntò sul quarterback Deshaun Watson, selezionato al primo giro di Draft del medesimo anno; Houston fu così prima nell'AFC South sia nel 2018 sia nel 2019. Tumultuosi furono però gli ultimi mesi della gestione O'Brien (nel frattempo divenuto anche general manager), contraddistinti dalla controversa cessione di Hopkins agli Arizona Cardinals (sostituito da Brandin Cooks); O'Brien fu così licenziato da ambedue gli incarichi nel corso del 2020 dopo quattro gare di stagione regolare, sostituito ad interim da Romeo Crennel.
Travagliato fu anche il 2021, a causa sia delle poche risorse a disposizione del nuovo capo allenatore, l'esordiente David Culley, sia delle controversie riguardanti Deshaun Watson, invischiato sia in una lotta societaria per essere ceduto sia in problemi legali che infine lo tennero lontano dai campi per l'intera stagione, costringendo i Texans a rimettersi a Tyrod Taylor e al rookie Davis Mills come quarterback titolari. Culley venne licenziato al termine della stagione stessa (4-13).
Nel febbraio 2022 i Texans scelsero Lovie Smith, già coordinatore difensivo di Houston nel 2021, come nuovo capo allenatore; la franchigia riuscì quindi a concretizzare una ricca cessione di Watson ai Cleveland Browns, confermando Mills come quarterback titolare per il 2022. La stagione si chiuse con 3 vittorie, 1 pareggio e 13 sconfitte. Smith fu licenziato poco dopo l'ultima partita della stagione regolare, l'8 gennaio 2023.

### Cronistoria
Questa è la lista delle ultime 5 stagioni dei Texans

| Cronistoria degli Houston Texans | Cronistoria degli Houston Texans | Cronistoria degli Houston Texans | Cronistoria degli Houston Texans | Cronistoria degli Houston Texans | Cronistoria degli Houston Texans | Cronistoria degli Houston Texans | Cronistoria degli Houston Texans | Cronistoria degli Houston Texans | Cronistoria degli Houston Texans                                                                             | Cronistoria degli Houston Texans |                              |
| Stagione di lega                 | Stagione di squadra              | Lega                             | Conference                       | Division                         | Stagione regolare                | Stagione regolare                | Stagione regolare                | Stagione regolare                | Play-off | Premi individuali                |                              |
| Stagione di lega                 | Stagione di squadra              | Lega                             | Conference                       | Division                         | Pos.                             | V                                | S                                | P                                | Play-off | Premi individuali                |                              |
| -------------------------------- | -------------------------------- | -------------------------------- | -------------------------------- | -------------------------------- | -------------------------------- | -------------------------------- | -------------------------------- | -------------------------------- | --- | -------------------------------- | ---------------------------- |
| 2017                             | 2017                             | NFL                              | AFC                              | South                            | 4                                | 4                                | 12                               | 0                                | non disputati                                                                                                |                                  |                              |
| 2018                             | 2018                             | NFL                              | AFC                              | South                            | 1                                | 11                               | 5                                | 0                                | S Wild Card Game contro i Indianapolis Colts (7–21)                                                          |                                  |                              |
| 2019                             | 2019                             | NFL                              | AFC                              | South                            | 1                                | 10                               | 6                                | 0                                | V Wild Card Game contro i Buffalo Bills (22-19 OT) S Divisional play-off contro i Kansas City Chiefs (31-51) |                                  |                              |
| 2020                             | 2020                             | NFL                              | AFC                              | South                            | 3                                | 4                                | 12                               | 0                                | non disputati                                                                                                |                                  |                              |
| 2021                             | 2021                             | NFL                              | AFC                              | South                            | 3                                | 4                                | 13                               | 0                                | non disputati                                                                                                |                                  |                              |
| Totale                           | Totale                           | Totale                           | Totale                           | Totale                           | Totale                           | 131                              | 157                              | 0                                | Record di stagione regolare                                                                                  | Record di stagione regolare      | Record di stagione regolare  |
| Totale                           | Totale                           | Totale                           | Totale                           | Totale                           | Totale                           | 4                                | 6                                |                                  | Record dei play-off                                                                                          | Record dei play-off              | Record dei play-off          |
| Totale                           | Totale                           | Totale                           | Totale                           | Totale                           | Totale                           | 135                              | 163                              | 0                                | Stagione regolare e play-off                                                                                 | Stagione regolare e play-off     | Stagione regolare e play-off |

Legenda
- Vittoria nel Super Bowl (dal 1966)
- Vittoria nella lega (1920-1969)
- Vittoria nella Conference

- Vittoria nella Division
- Qualificazione al Wild Card Game (dal 1978)
- V = Vittorie

- S = Sconfitte
- P = Pareggi
- T = Posizione a pari merito

### Origini del nome
Impossibilitata a reimpiegare il nome "Houston Oilers", in quanto i diritti di franchigia degli Oilers erano ancora detenuti da Bud Adams, proprietario dei Titans, la società Houston NFL avviò nel marzo 2000 un'indagine tramite focus group che individuò una lista di cinque possibili alternative per la denominazione della squadra: Apollos, Bobcats, Stallions, Texans e Wildcatters. Nell'aprile seguente la scelta si restrinse tra Apollos, Stallions e Texans. Il nome "Houston Texans" fu infine scelto il 6 settembre 2000, assieme ai colori sociali.
La denominazione scelta dalla Houston NFL non si rivelò pienamente inedita: il nome "Houston Texans" era stato infatti impiegato nel settembre 1974 dalla squadra di football americano poi nota come Shreveport Steamer, allora militante nella World Football League. Il solo "Texans" era stato inoltre impiegato dai Kansas City Chiefs tra il 1960 e il 1962, quando la franchigia era nota come "Dallas Texans": per risolvere la questione, il proprietario McNair siglò un accordo con Lamar Hunt, allora proprietario dei Chiefs, per poter impiegare nuovamente il nome "Texans".

## Colori e simboli

### Logo e uniformi

Uno dei loghi ufficiali degli Houston Texans.

Il logo e i colori sociali della franchigia vennero presentati il 6 settembre 2000, assieme alla denominazione ufficiale della squadra. Lo stemma della squadra consiste nel muso di un toro, recante i tre colori sociali (battezzati da Bob McNair deep steel blue, battle red e liberty white) e, in luogo dell'occhio destro, la stella solitaria bianca, simbolo dello stato del Texas, così da ricordare sia la bandiera che la forma dello stato. Il 25 settembre 2001 furono invece svelate le prime uniformi ufficiali dei Texans: quella casalinga si compone di maglietta blu con finiture rosse e di pantaloncini bianchi; quella di trasferta si compone di maglietta bianca con finiture blu e pantaloncini blu. Nel 2008 i Texans hanno sostituito i calzoncini bianco-rossi dell'uniforme da trasferta con calzoncini bianco-blu.
Nel 2003 venne introdotta una divisa alternativa rossa con finiture blu, solitamente impiegata in una singola gara casalinga stagionale contro una rivale di division. Nel 2007 la divisa alternativa fu abbinata a pantaloncini rossi, una combinazione che non fu però apprezzata dai tifosi, tanto da essere abbandonata dopo una singola stagione. Nel 2016 la divisa venne riproposta con successo assieme a pantaloncini bianchi. Nel 2017 i Texans cominciarono a impiegare l'uniforme Color Rush, completamente blu con finiture rosse disegnata da Nike, nelle gare del Thursday Night.
A partire dal 2006 i Texans sono soliti indossare un'uniforme completamente bianca con finiture blu in occasione della gara di apertura della stagione regolare; inoltre, nelle sfide contro gli Indianapolis Colts la squadra indossa uniformi completamente blu (salvo nel caso in cui la gara si svolga nel primo turno).

### Caschi
Sin dalla loro nascita gli Houston Texans hanno sempre indossato caschi blu (il Deep Steel Blue Helmet) recanti su ambo i lati il logo della squadra (specchiato sul lato sinistro). Nel luglio 2022, avendo la NFL concesso alle proprie franchigie di indossare caschi alternativi, fu presentato il Battle Red Helmet, colorato di rosso metallizzato.

## Storia nel Draft

### Scelte al primo giro per anno
|  | = Pro Bowler |

* L'asterisco indica un giocatore che è stato scelto per il Pro Bowl mentre militava in un'altra squadra
| Anno | Scelta                         | Giocatore          | Posizione        | College              |
| ---- | ------------------------------ | ------------------ | ---------------- | -------------------- |
| 2002 | 1ª assoluta                    | David Carr         | Quarterback      | Fresno State         |
| 2003 | 3ª assoluta                    | Andre Johnson      | Wide receiver    | Miami (FL)           |
| 2004 | 10ª assoluta                   | Dunta Robinson     | Cornerback       | South Carolina       |
| 2004 | 27ª assoluta (da Tennessee)    | Jason Babin*       | Defensive end    | Western Michigan     |
| 2005 | 16ª assoluta (da New Orleans)  | Travis Johnson     | Defensive tackle | Florida State        |
| 2006 | 1ª assoluta                    | Mario Williams     | Defensive end    | North Carolina State |
| 2007 | 10ª assoluta (da Atlanta)      | Amobi Okoye        | Defensive tackle | Louisville           |
| 2008 | 26ª assoluta (da Baltimore)    | Duane Brown        | Offensive tackle | Virginia Tech        |
| 2009 | 15ª assoluta                   | Brian Cushing      | Linebacker       | Southern California  |
| 2010 | 20ª assoluta                   | Kareem Jackson     | Cornerback       | Alabama              |
| 2011 | 11ª assoluta                   | J.J. Watt          | Defensive end    | Wisconsin            |
| 2012 | 26ª assoluta                   | Whitney Mercilus   | Defensive end    | Illinois             |
| 2013 | 27ª assoluta                   | DeAndre Hopkins    | Wide receiver    | Clemson              |
| 2014 | 1ª assoluta                    | Jadeveon Clowney   | Defensive end    | South Carolina       |
| 2015 | 16ª assoluta                   | Kevin Johnson      | Cornerback       | Wake Forest          |
| 2016 | 21ª assoluta                   | Will Fuller        | Wide receiver    | Notre Dame           |
| 2017 | 12ª assoluta (da Cleveland)    | Deshaun Watson     | Quarterback      | Clemson              |
| 2019 | 23ª assoluta                   | Tytus Howard       | Offensive tackle | Alabama State        |
| 2022 | 3ª assoluta                    | Derek Stingley Jr. | Cornerback       | LSU                  |
| 2022 | 15ª assoluta (da Philadelphia) | Kenyon Green       | Offensive guard  | Texas A&M            |
| 2023 | 2ª assoluta                    | C.J. Stroud        | Quarterback      | OSU                  |
| 2023 | 3ª assoluta(da Arizona)        | Will Anderson Jr.  | Defensive end    | Alabama              |

## Allenatori

### Capi-allenatore
| Nome          | Da              | A               | Stagioni   | Record | Record | Record | Titoli di division |
| Nome          | Da              | A               | Stagioni   | V      | S      | P      | Titoli di division |
| ------------- | --------------- | --------------- | ---------- | ------ | ------ | ------ | ------------------ |
| Dom Capers    | 21 gennaio 2001 | 2 gennaio 2006  | 4          | 18     | 46     | 0      | 0                  |
| Gary Kubiak   | 26 gennaio 2006 | 6 dicembre 2013 | 8          | 60     | 49     | 0      | 2                  |
| Wade Phillips | 6 dicembre 2013 | 1º gennaio 2014 | ad interim | 0      | 4      | 0      | 0                  |
| Bill O'Brien  | 2 gennaio 2014  | 5 ottobre 2020  | 7          | 52     | 48     | 0      | 4                  |
| Romeo Crennel | 5 ottobre 2020  | 3 gennaio 2021  | ad interim | 4      | 8      | 0      | 0                  |
| David Culley  | 28 gennaio 2021 | 13 gennaio 2022 | 1          | 4      | 13     | 0      | 0                  |
| Lovie Smith   | 7 febbraio 2022 | presente        | 1          | 0      | 0      | 0      | 0                  |

### Coordinatori
Coordinatori offensivi
- Chris Palmer (2002–2005)
- Troy Calhoun (2006)
- Mike Sherman (2007)
- Kyle Shanahan (2008–2009)
- Rick Dennison (2010–2013)
- Bill O'Brien (2014, 2017-2018)
- George Godsey (2015-2016)
- Tim Kelly (2019-2021)
- Pep Hamilton (2022-presente)

Coordinatori difensivi
- Vic Fangio (2002–2005)
- Richard Smith (2006–2008)
- Frank Bush (2009–2010)
- Wade Phillips (2011–2013)
- Romeo Crennel (2014-2016, 2018-2019)
- Mike Vrabel (2017)
- Anthony Weaver (2020)
- Lovie Smith (2021)

Coordinatori special team
- Joe Marciano (2002-2013)
- Bob Ligashesky (2014-2015)
- Larry Izzo (2016-2017)
- Brad Seely (2018-2019)
- Tracy Smith (2020)
- Frank Ross (2021-presente)

## Giocatori importanti

### Membri della Pro Football Hall of Fame
Alla classe 2024, due giocatore dei Texans sono stati introdotti nella Pro Football Hall of Fame.
| Pro Football Hall of Fame | Pro Football Hall of Fame | Pro Football Hall of Fame | Pro Football Hall of Fame | Pro Football Hall of Fame |
| N.                        | Giocatore                 | Ruolo                     | Anni                      | Anno                      |
| ------------------------- | ------------------------- | ------------------------- | ------------------------- | ------------------------- |
| 20                        | Ed Reed                   | S                         | 2013                      | 2019                      |
| 80                        | Andre Johnson             | WR                        | 2003-2014                 | 2024                      |

### Numeri ritirati
Nessuno

### Ring of Honor
Il 19 dicembre 2017, Andre Johnson è stato il primo giocatore ad essere introdotto nel Texans Ring of Honor.
| Houston Texans Ring of Honor | Houston Texans Ring of Honor | Houston Texans Ring of Honor | Houston Texans Ring of Honor | Houston Texans Ring of Honor |
| N.                           | Giocatore                    | Ruolo                        | Anni                         | Anno                         |
| ---------------------------- | ---------------------------- | ---------------------------- | ---------------------------- | ---------------------------- |
| 80                           | Andre Johnson                | WR                           | 2003–2014                    | 2017                         |
| -                            | Bob McNair                   | Proprietario                 | 2002–2018                    | 2019                         |

### Premi individuali
| Difensore dell'anno |           |       |
| Anno                | Giocatore | Ruolo |
| 2012                | J.J. Watt | DE    |
| 2014                | J.J. Watt | DE    |
| 2015                | J.J. Watt | DE    |

| Walter Payton uomo dell'anno |           |       |
| Anno                         | Giocatore | Ruolo |
| 2017                         | J.J. Watt | DE    |

| MVP del Pro Bowl |             |       |
| Anno             | Giocatore   | Ruolo |
| 2009             | Matt Schaub | QB    |
| 2014             | J.J. Watt   | DE    |

| Rookie offensivo dell'anno |             |       |
| Anno                       | Giocatore   | Ruolo |
| 2023                       | C.J. Stroud | QB    |

| Rookie difensivo dell'anno |                   |       |
| Anno                       | Giocatore         | Ruolo |
| 2006                       | DeMeco Ryans      | LB    |
| 2009                       | Brian Cushing     | LB    |
| 2023                       | Will Anderson Jr. | DE    |

### Selezioni al Pro Bowl e All-Pro
| Selezioni All-Pro |                                                         |             |                    |
| Stagione          | Giocatore                                               | Posizione   | Team               |
| 2002              | Aaron Glenn                                             | CB          | First              |
| 2005              | Jerome Mathis                                           | KR          | First              |
| 2006              | Andre Johnson                                           | WR          | Second             |
| 2007              | Kris Brown DeMeco Ryans Mario Williams                  | K LB DE     | First Second       |
| 2008              | Andre Johnson Mario Williams                            | WR DE       | First              |
| 2009              | Andre Johnson Brian Cushing                             | WR LB       | First Second       |
| 2010              | Andre Johnson Arian Foster Vonta Leach                  | WR RB FB    | First              |
| 2011              | Duane Brown Brian Cushing Arian Foster Johnathan Joseph | OT LB RB CB | Second             |
| 2012              | Arian Foster Duane Brown Andre Johnson J.J. Watt        | RB OT WR DE | First Second First |
| 2013              | J.J. Watt                                               | DE          | First              |
| 2014              | J.J. Watt                                               | DE          | First              |
| 2015              | DeAndre Hopkins J.J. Watt                               | WR DE       | Second First       |
| 2016              | Jadeveon Clowney Whitney Mercilus Benardrick McKinney   | DE LB       | Second             |
| 2017              | DeAndre Hopkins                                         | WR          | First              |
| 2018              | DeAndre Hopkins J.J. Watt                               | WR DE       | First              |
| 2019              | DeAndre Hopkins Laremy Tunsil                           | WR OT       | First              |

| Selezioni al Pro Bowl | |                          |
| Stagione              | Giocatore | Posizione                |
| 2002                  | Aaron Glenn Gary Walker                                                                                           | CB DT                    |
| 2004                  | Andre Johnson | WR                       |
| 2005                  | Jerome Mathis | KR                       |
| 2006                  | Andre Johnson | WR                       |
| 2007                  | DeMeco Ryans | LB                       |
| 2008                  | Owen Daniels Andre Johnson Mario Williams                                                                         | TE WR DE                 |
| 2009                  | Brian Cushing Andre Johnson DeMeco Ryans Matt Schaub Mario Williams                                               | LB WR LB QB DE           |
| 2010                  | Arian Foster Andre Johnson Vonta Leach                                                                            | RB WR FB                 |
| 2011                  | Arian Foster Johnathan Joseph Chris Myers Antonio Smith                                                           | RB CB C DE               |
| 2012                  | Duane Brown Owen Daniels Arian Foster Andre Johnson Johnathan Joseph Chris Myers Matt Schaub Wade Smith J.J. Watt | OT TE RB WR CB C QB G DE |
| 2013                  | Duane Brown Andre Johnson J.J. Watt                                                                               | OT WR DE                 |
| 2014                  | Duane Brown Arian Foster J.J. Watt                                                                                | OT RB DE                 |
| 2015                  | DeAndre Hopkins J.J. Watt Jon Weeks                                                                               | WR DE LS                 |
| 2016                  | Jadeveon Clowney                                                                                                  | DE                       |
| 2017                  | DeAndre Hopkins Jadeveon Clowney                                                                                  | WR DE                    |
| 2018                  | DeAndre Hopkins J.J. Watt Jadeveon Clowney Deshaun Watson Lamar Miller Benardrick McKinney                        | WR DE QB RB LB           |
| 2019                  | DeAndre Hopkins Laremy Tunsil Deshaun Watson                                                                      | WR OT QB                 |

### Record di franchigia
Carriera
| Record in carriera |                  |        |
| Categoria          | Giocatore        | Numero |
| Yard passate       | Matt Schaub      | 23.221 |
| TD passati         | Matt Schaub      | 124    |
| Yard ricevute      | Andre Johnson    | 13.597 |
| TD su ric.         | Andre Johnson    | 64     |
| Yard corse         | Arian Foster     | 6.309  |
| TD su corsa        | Arian Foster     | 53     |
| Tackle             | Brian Cushing    | 658    |
| Sack               | J.J. Watt        | 92,0   |
| Intercetti         | Johnathan Joseph | 16     |
| Pass. deviati      | Johnathan Joseph | 103    |
| Fumble forzati     | J.J. Watt        | 22     |
| Fumble recup.      | J.J. Watt        | 13     |
| Punti              | Kris Brown       | 767    |

Stagionali
| Record stagionali |                  |        |           |
| Categoria         | Giocatore        | Numero | Anno      |
| Yard passate      | Matt Schaub      | 4.770  | 2009      |
| TD passati        | Matt Schaub      | 29     | 2009      |
| Yard ricevute     | Andre Johnson    | 1.598  | 2012      |
| TD su ric.        | DeAndre Hopkins  | 13     | 2017      |
| Yard corse        | Arian Foster     | 1.616  | 2010      |
| TD su corsa       | Arian Foster     | 16     | 2010      |
| Tackle            | Jamie Sharper    | 166    | 2003      |
| Sack              | J.J. Watt        | 20,5   | 2012 2014 |
| Intercetti        | Marcus Coleman   | 7      | 2003      |
| Pass. deviati     | Johnathan Joseph | 22     | 2015      |
| Fumble forzati    | J.J. Watt        | 7      | 2018      |
| Fumble recup.     | J.J. Watt        | 5      | 2014      |
| Punti             | Shayne Graham    | 138    | 2012      |

Partita
| Record partita |                                  |        |                |
| Categoria      | Giocatore                        | Numero | Anno           |
| Yard passate   | Matt Schaub                      | 527    | 2012           |
| TD passati     | Ryan Fitzpatrick                 | 6      | 2014           |
| Yard ricevute  | Andre Johnson                    | 273    | 2012           |
| TD su ric.     | Andre Johnson DeAndre Hopkins    | 3      | 2012 2017      |
| Yard corse     | Arian Foster                     | 231    | 2010           |
| TD su corsa    | Arian Foster Ben Tate Ryan Moats | 3      | 2010 2013 2009 |
| Sack           | Connor Barwin                    | 4,0    | 2011           |
| Intercetti     | Glover Quin                      | 3      | 2010           |

Fonte:

## La squadra
| Roster degli Houston Texans |
| --- |
| Quarterback - 10 Davis Mills - 7 C.J. Stroud Running Back - 22 Cam Akers - 44 British Brooks - 28 Joe Mixon - 33 Dare Ogunbowale - 31 Dameon Pierce Wide Receiver - 12 Nico Collins - 3 Tank Dell - 1 Stefon Diggs - 19 Xavier Hutchinson - 8 John Metchie III - 82 Steven Sims - 2 Robert Woods Tight End - 9 Brevin Jordan - 86 Dalton Schultz - 87 Cade Stover Offensive Linemen - 64 Nick Broeker G - 57 Blake Fisher T - 53 Kendrick Green C - 76 Kenyon Green G - 71 Tytus Howard T - 69 Shaq Mason G - 68 Jarrett Patterson C - 70 Juice Scruggs C - 78 Laremy Tunsil T Defensive Linemen - 51 Will Anderson Jr. DE - 95 Derek Barnett DE - 94 Khalil Davis DT - 97 Mario Edwards Jr. DT - 91 Folorunso Fatukasi DT - 52 Jerry Hughes DE - 55 Danielle Hunter DE - 98 Tim Settle DT Linebacker - 0 Azeez Al-Shaair OLB - 35 Jake Hansen OLB - 43 Neville Hewitt OLB - 56 Jamal Hill OLB - 13 Del'Shawn Phillips OLB - 39 Henry To'oTo'o MLB Defensive Back - 17 Kris Boyd CB - 30 Myles Bryant CB - 41 Calen Bullock FS - 14 Kamari Lassiter CB - 23 Eric Murray SS - 11 Jeff Okudah CB - 5 Jalen Pitre SS - 29 M.J. Stewart FS - 24 Derek Stingley Jr. CB - 20 Jimmie Ward FS Special Team - 15 Kaʻimi Fairbairn K - 6 Tommy Townsend P - 46 Jon Weeks LS Lista delle riserve - 96 Denico Autry DE (Sospeso) - 48 Christian Harris OLB (IR) - 77 LaDarius Henderson G (NF-Inj.) - 36 Brandon Hill FS (IR) - 93 Kurt Hinish DT (IR) - 92 Dylan Horton DE (NF-Ill.) - 42 Jawhar Jordan RB (IR) - 40 Dalton Keene TE (IR) - 18 Case Keenum QB (IR) - 72 Pheldarius Payne DE (IR) - 84 Teagan Quitoriano TE (IR) - -- Jaylon Thomas T (Waived/injured) Squadra di allenamento - 50 Solomon Byrd DE - 62 Braeden Daniels T - 73 Cameron Erving T - 79 Malik Fisher DE - 83 Cole Fotheringham TE - 34 Troy Hairston FB - 59 Marcus Harris DT - 88 Johnny Johnson III WR - 89 Xavier Johnson WR - 32 Mark Perry SS - 37 D'Angelo Ross CB - 75 David Sharpe T - 16 Kedon Slovis QB - 38 J.J. Taylor RB - 45 Max Tooley OLB - 47 Ezekiel Turner LB - 66 Kilian Zierer T Roster aggiornato al 31 agosto 2024 53 attivi, 10 inattivi, 17 nella squadra di allenamento |
| Legenda - I rookie sono in corsivo. - Il primo ruolo è il principale mentre gli eventuali successivi indicano i ruoli secondari. - (IR) sta per Injured Reserve ed indica la lista ristretta per un solo giocatore infortunato che può tornare ad allenarsi dopo la settimana 6 e a rientrare in prima squadra dopo che questa ha giocato 8 partite. - (NF-Inj.) / (NF-Ill.) stanno rispettivamente per Non-Football Injured e Non-Football Illness ed indicano le liste dove viene inserito un giocatore che ha un infortunio o una malattia non dipendente dal football americano. - (PUP) sta per Physically Unable to Perform ed indica la lista dove viene inserito un giocatore mentre è in attesa di recuperare la condizione fisica. Nella stagione regolare dopo la sesta partita giocata dalla propria squadra, il giocatore ha tempo tre settimane per riprendere ad allenarsi, più tre settimane aggiuntive dal suo rientro agli allenamenti per rientrare in prima squadra. |

## Staff

### Allenatori
| Legenda | Legenda                                                       |
| ------- | ------------------------------------------------------------- |
| PA      | Partite allenate                                              |
| V       | Vittorie                                                      |
| S       | Sconfitte                                                     |
| P       | Pareggio                                                      |
| V%      | Percentuale di vittorie                                       |
|         | Ha trascorso l'intera sua carriera da allenatore con i Texans |
|         | Eletto nella Pro Football Hall of Fame                        |

Note: Statistiche aggiornate a fine stagione 2022.
| Num.           | Nome          | Stagione/i    | PA                | V                 | S                 | P                 | V%                | PA      | V       | S       | Successi | Note |
| Num.           | Nome          | Stagione/i    | Stagione regolare | Stagione regolare | Stagione regolare | Stagione regolare | Stagione regolare | Playoff | Playoff | Playoff | Successi | Note |
| -------------- | ------------- | ------------- | ----------------- | ----------------- | ----------------- | ----------------- | ----------------- | ------- | ------- | ------- | -------- | ---- |
| Houston Texans |               |               |                   |                   |                   |                   |                   |         |         |         |          |      |
| 1              | Dom Capers    | 2002–2005     | 64                | 18                | 46                | 0                 | .281              | —       | —       | —       |          |      |
| 2              | Gary Kubiak   | 2006–2013     | 125               | 61                | 64                | 0                 | .488              | 4       | 2       | 2       |          |      |
| —              | Wade Phillips | 2013          | 3                 | 0                 | 3                 | 0                 | .000              | —       | —       | —       |          |      |
| 3              | Bill O'Brien  | 2014–2020     | 100               | 52                | 48                | 0                 | .520              | 6       | 2       | 4       |          |      |
| —              | Romeo Crennel | 2020          | 12                | 4                 | 8                 | 0                 | .333              | —       | —       | —       |          |      |
| 4              | David Culley  | 2021          | 17                | 4                 | 13                | 0                 | .235              | —       | —       | —       |          |      |
| 5              | Lovie Smith   | 2022          | 17                | 3                 | 13                | 1                 | .206              | —       | —       | —       |          |      |
| 6              | DeMeco Ryans  | 2023-presente | 0                 | 0                 | 0                 | 0                 | –                 | —       | —       | —       |          |      |

### Staff attuale
| Staff degli Houston Texans |
| --- |
| Organi dirigenziali - Proprietario – Janice McNair - Amministratore delegato – Cal McNair - Presidente – Greg Grissom - General manager – Nick Caserio - Vice presidente esecutivo delle operazioni del football – Jack Easterby - Vice presidente esecutivo/consulente generale – Greg Kondritz - Direttore delle operazioni del football – Clay Hampton - Assistente delle operazioni del personale dei giocatori – Matt Bazirgan - Assistente delle operazioni del personale dei giocatori – James Liipfert - Direttore dello sviluppo della squadra – Dylan Thompson Capo allenatore - Capo–allenatore – DeMeco Ryans Altri allenatori - Preparatore atletico – Mike Eubanks - Assistente p.a. – James Hardy - Assistente p.a. – Joe Distor - Assistente p.a. – Pat Moorer Allenatori dell'attacco - Coordinatore offensivo – Pep Hamilton - Running back – Danny Barrett - Wide receiver/gioco sui passaggi – Ben McDaniels - Tight end – Tim Berbenich - Offensive line – George Warhop - Assistente offensive line – Hal Hunter - Assistente attacco – DeNarius McGhee - Assistente attacco – Robbie Picazo - Assistente attacco/quarterback – Ted White Allenatori della difesa - Defensive line – Jacques Cesaire - Assistente defensive line – Kenyon Jackson - Linebacker – Miles Smith - Cornerback – Dino Vasso - Safety – Joe Danna - Assistente difesa – Ben Bolling - Assistente difesa/nickel – Ilir Emini - Assistente difesa – Dele Harding Allenatori dello special team - Coordinatore dello Special team – Frank Ross - Assistente special team – Sean Baker |

## Rivalità

### Tennessee Titans

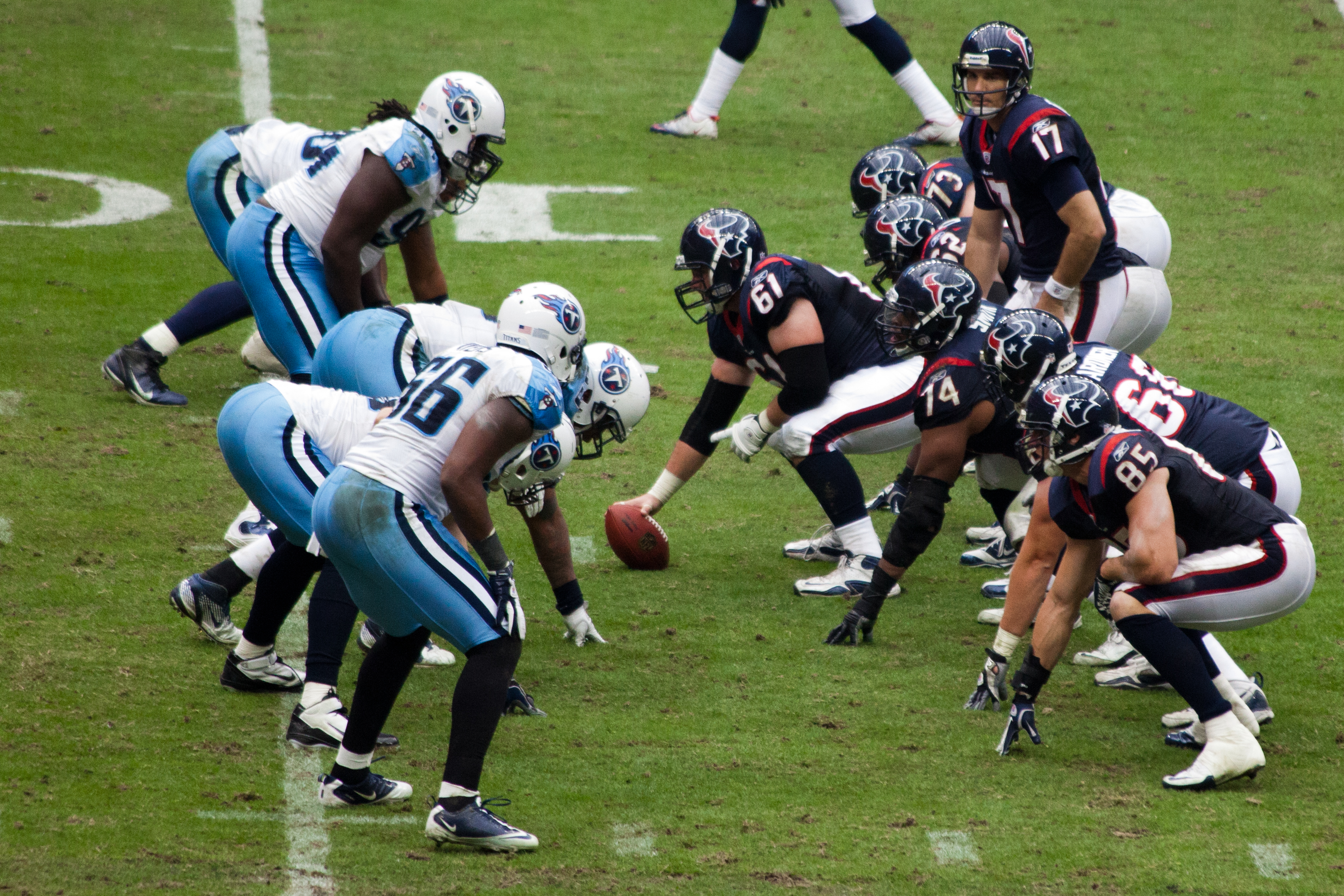
Texans-Titans nel 2012.

La rivalità con i Tennessee Titans è una rivalità molto intensa e sentita, che contrappone i Titans (originariamente con sede a Houston come Houston Oilers) con la squadra attuale di Houston, i Texans. Dopo il Draft d'espansione, e la conseguente riorganizzazione della NFL che ha portato alla nascita della AFC South, le due franchigie furono inserite nella stessa division. L'asprezza della rivalità ha portato a diverse scazzottate tra le squadre durante le partite. Il 28 novembre 2010 il ricevitore dei Texans Andre Johnson e il cornerback dei Titans Cortland Finnegan furono espulsi dopo una rissa. I Texans vinsero quella partita 20-0. Negli scontri diretti tra le squadre, i Titans conducono la serie 23–19, dopo la stagione 2022.

### Dallas Cowboys
I Texans hanno anche una particolare rivalità intrastatale con i Dallas Cowboys, contro il quale competono ogni anno nella cosiddetta Governor's Cup (sia nelle gare pre-stagionali che nella stagione regolare) per il dominio dello stato del Texas. Negli scontri diretti, considerando sia pre-stagione sia stagione regolare, Cowboys e Texans hanno 9 vittorie a testa, dopo la stagione 2022.